# 史蒂夫·菲尼克斯
史蒂夫·罗伯特·菲尼克斯（1968年1月31日—）曾是美国职业棒球大联盟一名投手。他在1994年到1995年间为奥克兰运动队效力了两个赛季，共出战5.3回合。在1994年，他的自责分率是6.23；1995年，他的自责分率是32.40（因为他在1.2局间失去了6分）。